# Einekoaien Lytse Geast en Ketelermar
Einekoaien Lytse Geast en Ketelermar is een natuurgebied van 11 hectare, ten oosten van Leeuwarden onder de buurtschappen Lytse Geast en Aldemiede. Daar liggen het deels verlande meertje Ketelermar met daaromheen een aantal eendenkooien in de open weilanden. Het gebied ontleent haar landschappelijke waarde aan de kooibosjes van de Mulderskoai, de Casteleinskoai en de Van Asperenkoai. 
Het gebied wordt beheerd door It Fryske Gea.
Lytse Geast ligt evenals de eendenkooien op een zandopduiking in de weilanden op veengrond. De eeuwenoude eendenkooien lagen bij de aanleg aan het in 1780 drooggemalen Lauwersmeer. Tot de Tweede Wereldoorlog liep het gebied tussen Lytse Geast en Warga 's winters onder water. In de vijftiger jaren werd het land ontgonnen en werd het gebied veel droger. De begroeiing van de kooibossen is afhankelijk van de bodem. De Casteleinskoai ligt op zandgrond, met veel eiken, berken en lijsterbessen. De Mulderskoai ligt op veengrond en is daardoor veel natter, wat te zien is aan de elzenbosjes. In de kleigrond van de Van Asperenkoai komen vanouds iep, es en esdoorn voor. In de kooien broeden soms kolonievogels als roeken en reigers.
De Ketelermar in de gemeente Tytsjerksteradiel ligt ten zuiden van Lytse Geast tussen de Simen Halbeswei en de Louwsmarwei. Tot de vegetatie behoren kale jonker, gele lis, pluimzegge en veel trosvlier. 
Aeltsjemar
· De Alde Feanen
· Bakkeveense Duinen
· Bancopolder
· Bekhofschaans
· Bjirmen
· Blauhúster Puollen
· Bocht fan Molkwar
· Botmar
· Bouwepet
· Buismans Einekoai
· Bûtenfjild
· Van Coehoornbosk
· Delleboersterheide
· Diakonieveen
· Dobbe Stienser Aldlân
· Dobben Hurdegarypsterwarren
· Dunegeaster- en Follegeasterpolder
· Dyksfearten
· Eanjumerkolken
· Easterskar
· Einekoai Piaam
· Einekoaien Lytse Geast
· De Fluezen
· Grikelân en Turkije
· Grutte Wielen
· Heide Hulstreed
· De Hon
· Huitebuersterbûtenpolder
· Joodse begraafplaats Tacozijl
· Joodse begraafplaats Noordwolde
· Kapellepôle
· Ketelermar
· Ketliker Skar
· Kobbelân
· Lendebos
· Lindevallei
· Liphústerheide
· Makkumersúdmar
· Makkumerwaarden
· Mandefjild
· Martenastate
· Meulebos
· Meulereed
· Mokkebank
· Mûntsebuorsterpolder
· Noard-Fryslân Bûtendyks
· 't Oerd
· Ottema Wiersma reservaat
· Park Huize Olterterp
· Park Jongemastate
· Peazemerlannen
· Petgatten De Feanhoop
· Polders Koarnwert
· Ringwiel
· Rysterbosk
· De Ryp
· Schaopedobbe
· Séfonsterpolder
· Sippen-finnen
· Skiedingsboskje
· Slachtedyk
· Steile Bank
· Stokersdobbe
· Sudermarpolder
· Syp Set
· Taconisbosk
· Tsjongerwâlen
· Teroelster Sipen
· Unlân fan Jelsma
· Van Asperen einekoaien
· Warkumermar
· Warkumerwaard
· 't West
· Wilhelmina-oard
· Ychtenerfeanpolder